# 준장
준장(准將/육군, 공군, 해병대 : brigadier general/해군, 해안경비대 : rear admiral (lower half), flotilla admiral, commodore)은 군대 계급 중 하나이다. 대령의 위, 소장의 아래에 위치한다.
준장은 육군 기준 여단장직책, 군단 또는 사단급 이상 사령부의 참모장 직책을 역임하며, 일부 동원사단의 경우 사단장 직책도 수행한다. 
또한, 이 계급으로 전역할 경우 2급 군무원 특채 지원자격이 생기는데 2급 군무원 특채에 합격할 경우 국군체육부대 등, 기행부대의 지휘관으로 발령되며, 유럽군에서는 사단장을 담당하게 된다.
본 계급부터는 군 수뇌부에 해당하는 장성급 장교이기 때문에, 국회에서 진급 심사 과정을 거쳐야 한다. 
따라서 거의 극소수에 한해서만 진급이 가능하며, 절차가 상당히 복잡한 탓에 십중팔구는 대령 계급에서 전역한다.
- 육군 : 육군본부, 여단장, 작전부사단장, 탄약지원사령관
- 해군 : 지역별 해군본부 부사령관, 전단장
- 공군 : 공군본부, 공군작전사령부 참모장, 군수참모 차장급.
  - 조종 : 비행단장, 본부 처장급.

## 계급장
육군, 해군, 해병대, 공군 모두 1성 장성

| 장성 (將星) |             | 육군(포제 정장) | 육군(견장) | 육군(금속제) | 해군 | 해병대 | 공군 |
| 장성 (將星) | 준장 (准將) |                 |            |              |      |        |      |